# Geelborstbaardvogel
De geelborstbaardvogel (Trachyphonus margaritatus) is een Afrikaanse baardvogel uit de familie Lybiidae.

## Verspreiding en leefgebied
Deze soort komt voor ten zuiden van de Sahara van Mauritanië tot Somalië en telt twee ondersoorten:
- T. m. margaritatus: van oostelijk Mauritanië tot noordelijk Ethiopië en Eritrea.
- T. m. somalicus: van oostelijk Ethiopië tot noordelijk Somalië.

## Status
De grootte van de populatie is niet gekwantificeerd maar de soort wordt omschreven als wijdverspreid maar niet algemeen. Op de Rode lijst van de IUCN heeft deze soort de status niet bedreigd.